# A Fisherman's Love Story
A Fisherman's Love Story è un cortometraggio muto del 1912 scritto e diretto da Lewin Fitzhamon.

## Produzione
Il film fu prodotto dalla Hepworth.

## Distribuzione
Il film - un cortometraggio di 6 minuti - fu distribuito dalla Hepworth.